# Piletocera inconspicua
Piletocera inconspicua là một loài bướm đêm trong họ Crambidae.